# Vocsitelep
Vocsitelep (ukránul: Вовчий) falu Ukrajnában, Kárpátalján, a Munkácsi járásban.

## Fekvése
Szolyvától északkeletre fekvő település.
A 326 méter tengerszint feletti magasságban fekvő falucskának a 2001 évi népszámláláskor 59 lakosa volt.

## Nevének eredete
A Vocsi helységnév ruszin dűlő-vagy víznévi eredetű, melynek alapja a ruszin-ukrán вовчий ’farkasos’ (СУМ. 1: 712-3,
Чопей32) melléknév.